# Ерик Торвалдсон
Вижте пояснителната страница за други личности с името Ерик.
Ерик Торвалдсон или Ерик Червения (на исландски: Eiríkur Þorvaldson, Eiríkur Rauði) е норвежки мореплавател, основател на първото норвежко селище в Гренландия.

## Биография
Роден е на 4 май 950 година в Норвегия, в семейството на Торвалд Асвалдсон. Наричан е Ерик Червения заради цвета на косата му.
Около 960 г. бащата на Ерик е принуден да напусне Норвегия заради убийство. Семейството се заселва в Исландия, но през 982 Ерик на свой ред е прогонен за убийство за период от 3 години и решава да потърси на запад от Исландия сушата, забелязана по-рано от мореплавателя Гунбьорн, нарекъл я Гунбярнарскер (Гунбьорнови рифове).
Според Сага за Ерик Червения през трите години на изгнанието си той изследва крайбрежието на Гренландия, след което се завръща в Исландия. През 985 г. отново заминава с голям брой колонисти и създава две колонии на западния бряг. Селището процъфтява и достига 3000 жители, главно нови заселници от Исландия. Една от тези пристигащи групи донася през 1002 г. епидемия, довела до смъртта на много видни жители, включително Ерик, починал през зимата на 1003 г.
Доколкото е известно, Ерик има 4 деца: дъщеря Фрейдис и трима сина – изследователя Лейф Ериксон, Торвалд Ериксон и Торстейн Ериксон. За разлика от своя син Лейф, Ерик Червения остава езичник до края на живота си.